# 6696 Еубанкс
6696 Еубанкс (6696 Eubanks) — астероїд головного поясу, відкритий 1 вересня 1986 року.
Тіссеранів параметр щодо Юпітера — 3,351.